# قطعنامه ۹۷۲ شورای امنیت
قطعنامه  ۹۷۲ شورای امنیت سازمان ملل متحد که در تاریخ ۱۳ ژانویه ۱۹۹۵ تصویب شد، سندی بین‌المللی دربارهٔ لیبریا است. این قطعنامه طی نشست ۳۴۸۹ام با ۱۵ رای موافق، ۰ مخالف و ۰ ممتنع تصویب شد.